# (38505) 1999 TU190
1999 TU190 (asteroide 38505) é um asteroide da cintura principal. Possui uma excentricidade de 0.10536830 e uma inclinação de 10.34248º.
Este asteroide foi descoberto no dia 12 de outubro de 1999 por LINEAR em Socorro.